# The Trinity
The Trinity, ook bekend als Brian Auger and the Trinity, was een Britse rockband rond toetsenist Brian Auger, actief in de tweede helft van de jaren zestig van de twintigste eeuw.
Het geluid van de band was een combinatie van rock, blues en psychedelische muziek. De band werd in 1965 opgericht door Brian Auger, die naast toetsenist ook optrad als leadzanger van de band. De originele line-up bestond verder uit Julie Driscoll (zang), Dave Ambrose (basgitaar), Clive Thacker (drums) en Gary Boyle (gitaar). Later voegden ook Micky Waller en Rick Laird zich bij de band.  
De band bracht in 1965 haar eerste singles, "Fool Killer" en "Green Onions '65" uit. Vanwege de solo-bekendheid van Driscoll, bracht de groep ook materiaal uit onder de naam Julie Driscoll, Brian Auger & The Trinity.  Het debuutalbum "Open" haalde de twaalfde positie in de Britse albumlijst. De single "This Wheel's on Fire", geschreven door Bob Dylan en Rick Danko, behaalde de top 20 in zowel Nederland als het Verenigd Koninkrijk. Ook de Doors-cover "Light My Fire", afkomstig van het tweede album "Streetnoise" uit 1969, behaalde de nodige airplay. 
De band stond in 1968 op het Montreux Jazz Festival en stond in mei 1969 tweemaal in het voorprogramma van Led Zeppelin bij concerten in Pasadena.
In 1969 verliet Driscoll de band. Met enkel leadzang van Auger wist de groep geen succes meer te halen en in september 1970 viel de groep uit elkaar.

## Discografie

### Albums
- Open (1968)
- Streetnoise (1969)
- Definitely What! (1969)
- Best of Julie Driscoll, Brian Auger and the Trinity (1970)
- Befour (1970)

### Singles
| Single met eventuele hitnotering(en) in de Nederlandse Top 40 | Datum van verschijnen | Datum van binnenkomst | Hoogste positie | Aantal weken | Opmerkingen |
| ------------------------------------------------------------- | --------------------- | --------------------- | --------------- | ------------ | ----------- |
| Save Me                                                       |                       | 06-04-1968            | tip11           | -            |             |
| This Wheel's on Fire                                          |                       | 11-05-1968            | 13              | 7            |             |

#### NPO Radio 2 Top 2000
| Nummer met noteringen in de NPO Radio 2 Top 2000        | '99  | '00  | '01  |
| ------------------------------------------------------- | ---- | ---- | ---- |
| This Wheel's on Fire (met Julie Driscoll & Brian Auger) | 1674 | 1697 | 1910 |

1. ↑  Een vetgedrukt getal geeft de hoogste notering aan.
2. ↑  Deze tabel is bijgewerkt tot en met de laatste editie (2024).